# Bill Monroe
William Smith Monroe (13. september 1911 – 9. september 1996) var en amerikansk musiker, der udviklede musikgenren Bluegrass, der fik sit navn fra Monroes band "The Blue Grass Boys", som var opkaldt efter Monroes hjemstat Kentucky (The Blue Grass State). Monroes musikalske karriere spænder over 60 år. I de 60 år var han både instrumentalist, komponist, sanger og bandleder. Han bliver ofte refereret til som "The Father of Bluegrass".

## Kompositioner
Bill Monroe skrev en række kompositioner, hvoraf mange blev indspillet af andre kunstnere. Blandt disse var Elvis Presley, der på sit repertoire havde to af Monroes sange, nemlig "Blue Moon of Kentucky" og "Little Cabin On the Hill".